# Benjamin Howard (Politiker)

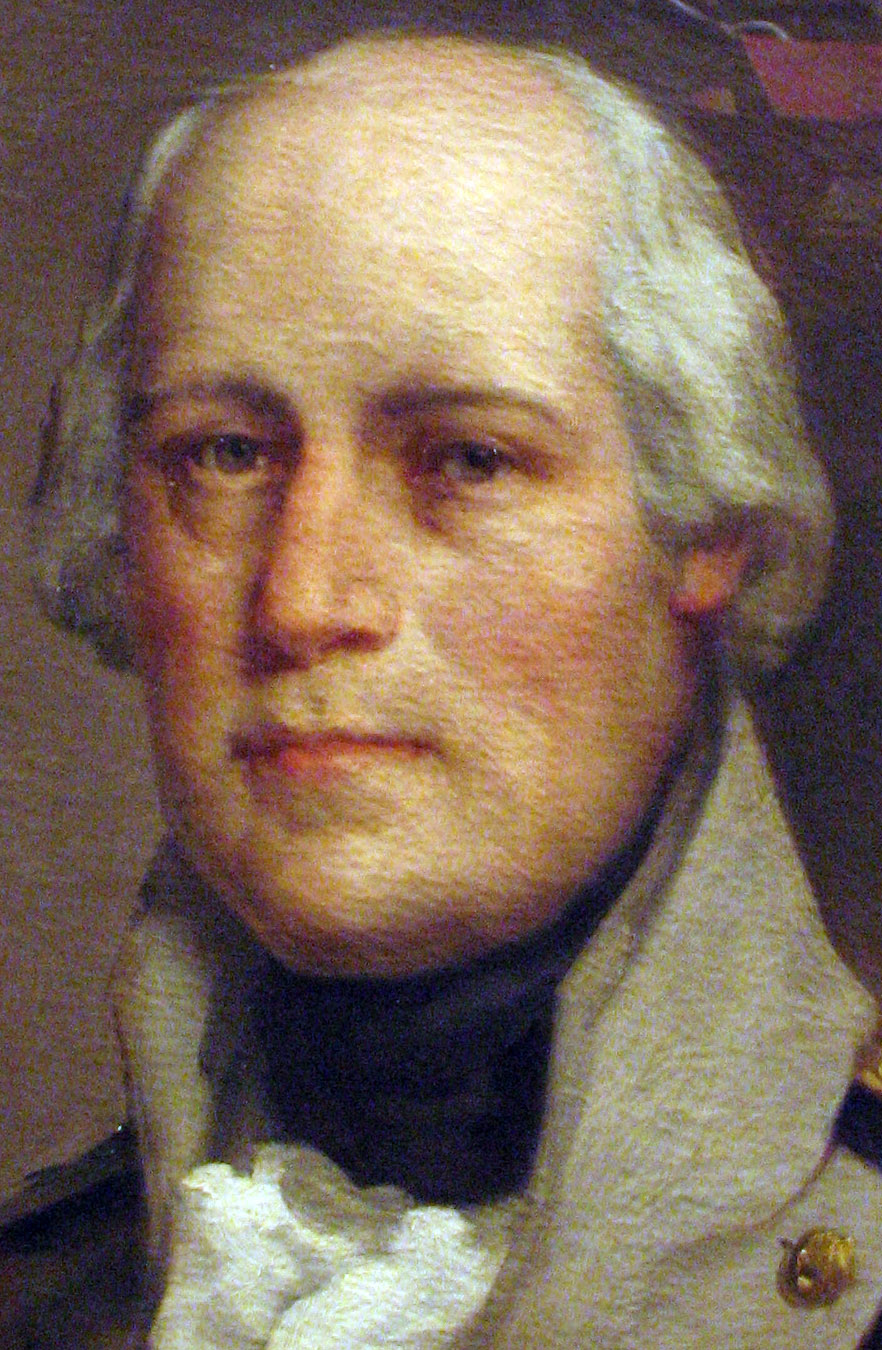
Benjamin Howard

Benjamin Howard (* 1760 in Lexington, Colony of Virginia; † 18. September 1814 in St. Louis, Missouri-Territorium) war ein US-amerikanischer Politiker (Demokratisch-Republikanische Partei) und Territorialgouverneur im Louisiana-Territorium.

## Frühe Jahre und Aufstieg
Der im heutigen Kentucky geborene Howard besuchte bis 1797 das William and Mary College. Nach einem Jurastudium und seiner Zulassung als Rechtsanwalt begann er in Lexington als Rechtsanwalt zu arbeiten. Im Jahr 1800 wurde er in das Repräsentantenhaus  von Kentucky gewählt. Zwischen dem 4. März 1807 und dem 10. April 1810 vertrat er seinen Staat im US-Repräsentantenhaus.

## Im Louisiana-Territorium und im Dienst der Armee
Im Jahr 1810 wurde er zum Gouverneur des Louisiana-Territoriums ernannt, das 1812 in Missouri-Territorium umbenannt wurde. Nach Ausbruch des Krieges von 1812 legte Howard sein Amt nieder, um der Armee beizutreten. Dort erhielt er den Rang eines Brigadegenerals. Dabei wurde er in Illinois in Kämpfe mit feindlichen Indianern verwickelt. Auf dem Rückweg nach St. Louis erkrankte Howard. An den Folgen dieser Erkrankung ist er am 18. September 1814 in St. Louis verstorben.
Nach ihm ist Howard County in Missouri benannt.